# Schloss Le Rivau

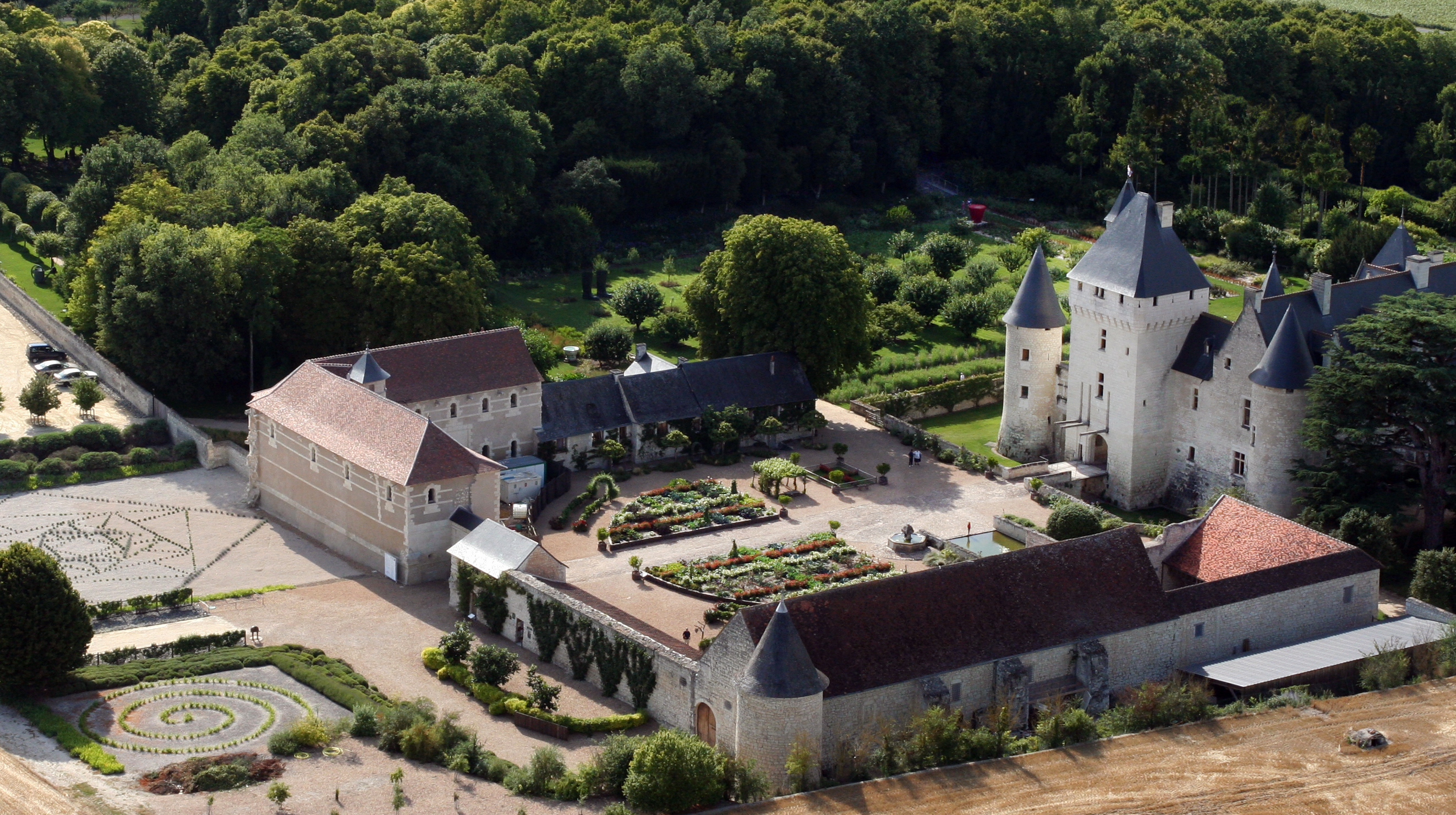
Luftbild der Anlage

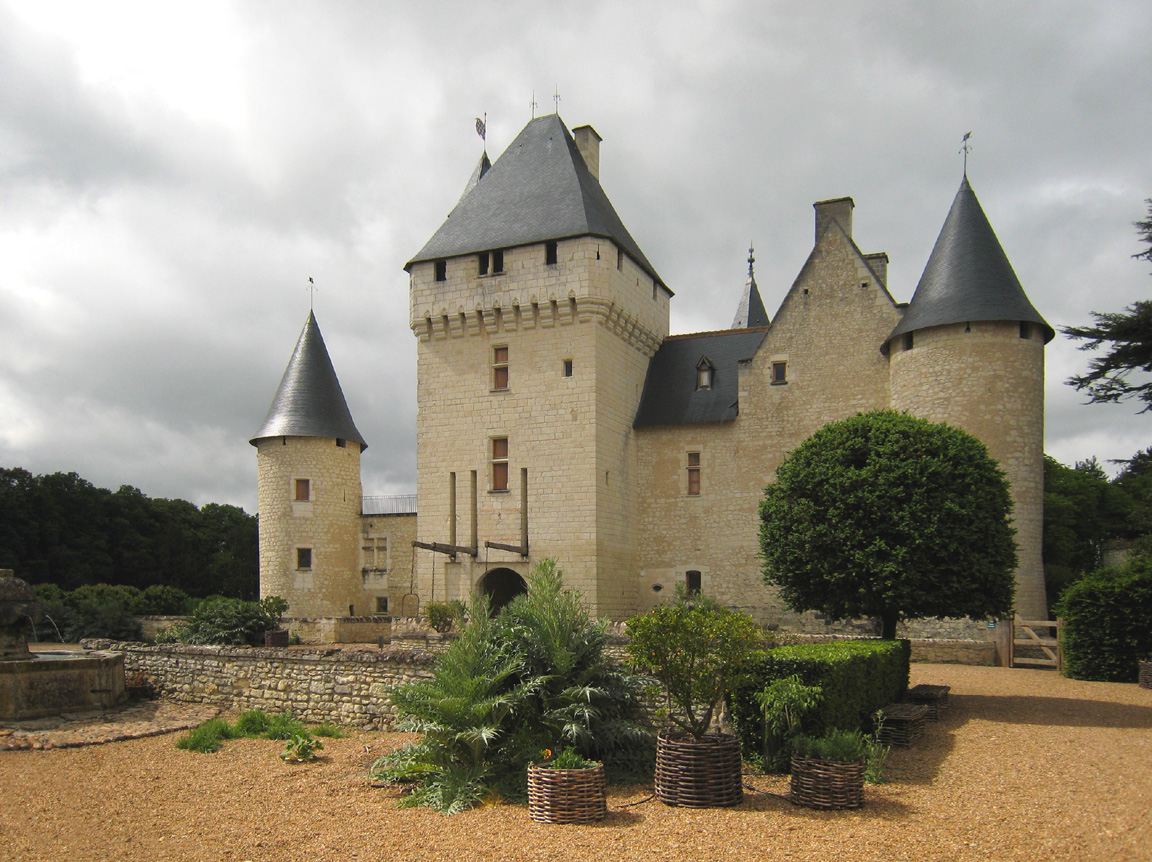
Burg Le Rivau

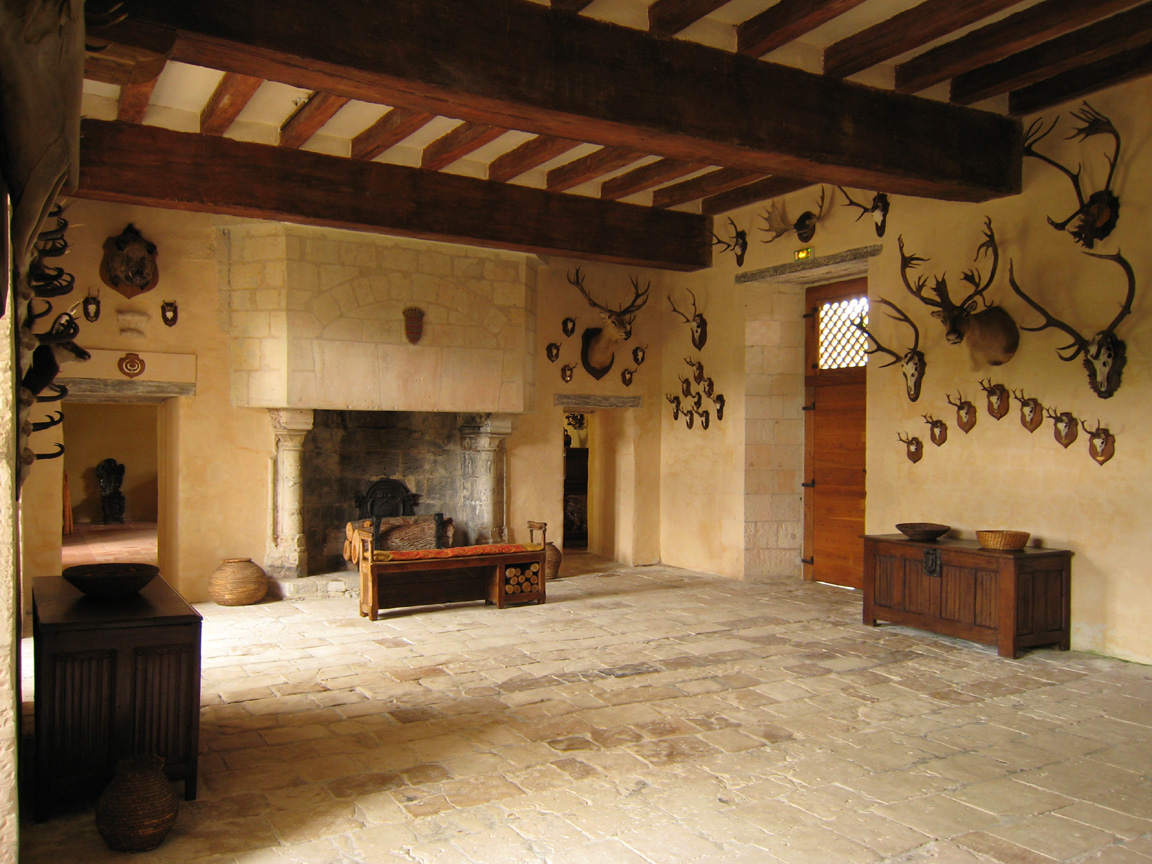
Große Halle

Die Burg Le Rivau (französisch Château du Rivau) befindet sich in Lémeré nahe Chinon in der Region Centre-Val de Loire in Frankreich. Die Ländereien waren schon seit dem 11. Jahrhundert im Besitz der mit den Grafen von Anjou verwandten Familie Beauvau.

## Familienchronik
Im 13. Jahrhundert trat die Familie in die Dienste der Könige von Frankreich, und viele ihrer Mitglieder ließen ihr Leben für das Königreich. 1438 ergab sich durch die Heirat von Isabelle de Beauvau mit Jean II. de Bourbon schließlich sogar eine verwandtschaftliche Beziehung zur königlichen Familie.
Als sich Pierre de Beauvau, erster Kammerherr Karls VII., 1438 mit Anne de Fontenay verheiratete, brachte sie das Schloss Rivau als Mitgift mit in die Ehe. 1442 erhielt der Kammerherr dann die Erlaubnis, das Schloss zu befestigen. Sein Nachfolger François de Beauvau, erster Stallmeister König Franz’ I., ließ 1510 groß angelegte Stallungen errichten, um eine Pferdezucht aufzubauen, aus der die Kavallerie von König Franz I. ihre Zuchthengste bezog. Im 17. Jahrhundert war das Gestüt von Le Rivau das bedeutendste in der Touraine geworden. 1429 war übrigens Jeanne d’Arc mit ihren Gefolgsleuten auf Le Rivau, um dort Pferde für den Kampf gegen die englischen Belagerer von Orléans auszusuchen.
Im 17. Jahrhundert war das Bauwerk durch den Einfluss der Renaissance äußerlich weder richtig Schloss noch Burg. Der Abriss durch Richelieu, der keine herrschaftlichen Bauwerke in der Nähe seines eigenen Schlosses duldete, blieb Le Rivau nur deshalb erspart, weil sich die Schwester des Kardinals mit Jean de Beauvau verheiratet hatte. Ende des 17. Jahrhunderts verließ die Beauvau-Familie die Touraine und zog in die Lorraine. Le Rivau war 247 Jahre lang in ihrem Besitz gewesen.

## Restaurierung der Anlage
Ende des 20. Jahrhunderts verwandelte eine 10-jährige Restaurierung das Bauwerk wieder in eine mittelalterliche Verteidigungsanlage mit trockengelegtem Wassergraben, Zugbrücke, Pechnasen und Schießscharten.
Ins Innere des Schlosses gelangt man vom Hof aus über eine Wendeltreppe. Über dem Eingang erkennt man die Devise der Familie Beauvau: Beauvau sans départir. Die Hauptbalken des Gebäudes haben die Maße 80 × 60 cm und sind damit im Querschnitt größer als in allen anderen Loire-Schlössern. Die dazu benötigten Bäume waren 300 Jahre alt, als sie gefällt wurden.
Die große Halle ist mit Feuersteinen aus der Touraine ausgelegt. Die Fenster der Westfassade wurden bereits in der Renaissance vergrößert. Das ursprüngliche Rebenblattdekor des Kamins konnte erhalten werden.

## Gärten

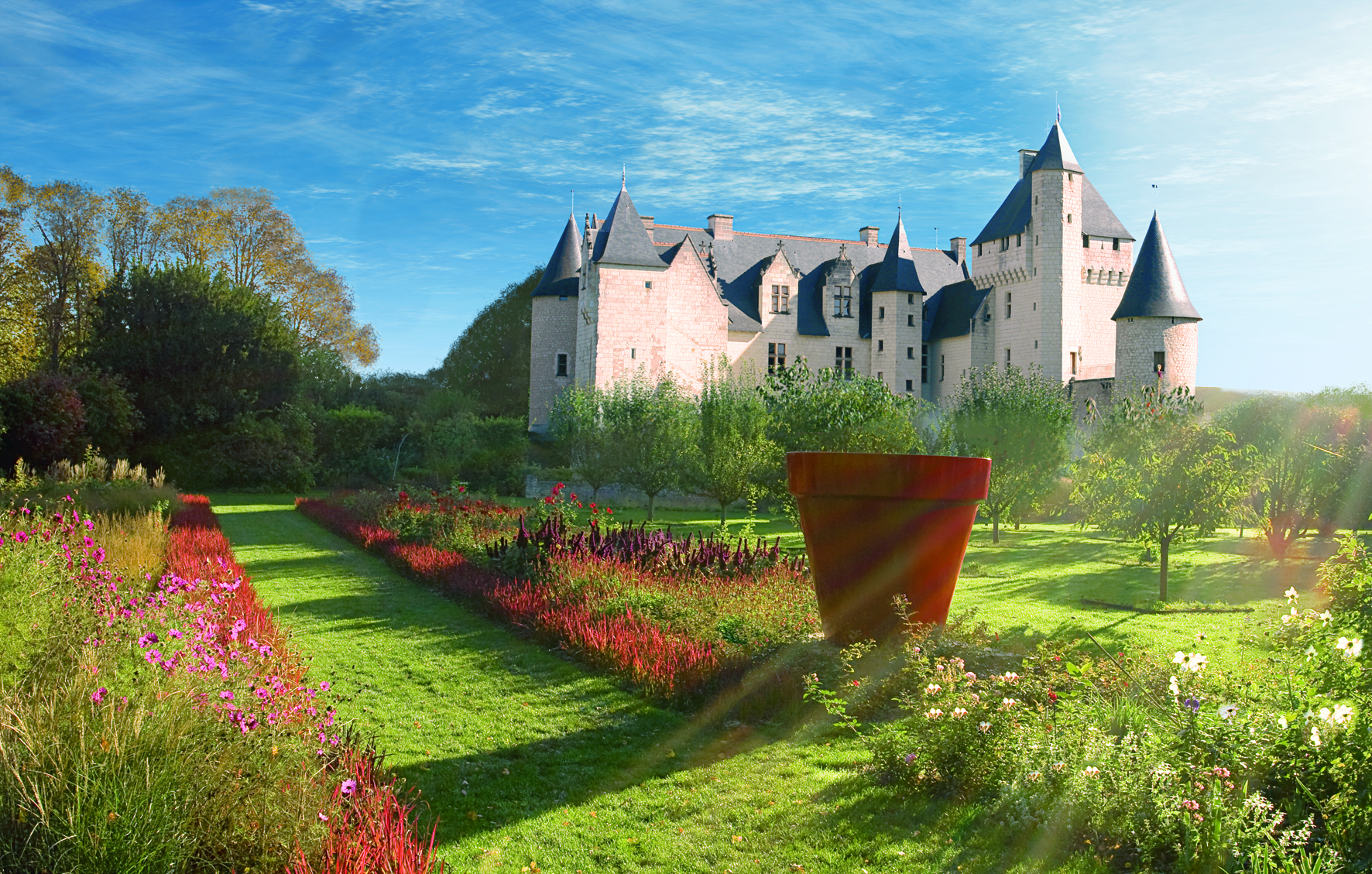
Garten

Die Gärten des Schlosses wurden vom Ministerium für Kultur als „bemerkenswerte Gärten“ anerkannt. Es gibt 14 Themengärten: Die Lavendelknotenbeete, Gargantuas Gemüsegarten, der Zauberwald, der Pfad des Däumlings, Alice im Riveauland, die Rabatte der Wonnen, das Gartentheater, der verliebte Wald, der laufende Wald, die Cassinina, die duftende Allee, der Paradiesobstgarten, der Garten der Zaubertränke und der geheime Garten. Sie sind wirklich märchenhaft und man fühlt sich an Märchen, Mythen und Sagen aus Literatur und Volkstum erinnert.
Tenor in allen Gartenteilen sind besondere Pflanzensammlungen, Humor, Spiele und künstlerisches Schaffen. Der Besucher kann auf den Pfaden von Zwergen, Riesen, guten Feen und Fabelwesen wandeln.